# Aphyocharacidium melandetum
Aphyocharacidium melandetum és una espècie de peix de la família dels caràcids i de l'ordre dels caraciformes.

## Morfologia
- Els mascles poden assolir 3,5 cm de llargària total.[5]

## Hàbitat
Viu en zones de clima tropical.

## Distribució geogràfica
Es troba a Sud-amèrica: Guaiana (riu Essequibo), Surinam, Veneçuela i Guaiana Francesa.